# Фрэймсервер
Фрэймсервер (англ. frameserver) — это приложение, которое транслирует видеопоток непосредственно в другое приложение (фреймклиент). Пересылка происходит покадрово, без создания промежуточных файлов и без промежуточного перекодирования.
Популярные фреймсерверы:
- AviSynth
- VFAPI frameserver
- VirtualDub
- Adobe Premiere Pro
- Blender
- Debugmode FrameServer

Примеры фреймклиентов:
- TMPGEnc
- AVIFile

Используются для нелинейного видеомонтажа.